# Orchestre philharmonique slovaque
L'Orchestre philharmonique slovaque (en slovaque: Slovenská filharmónia) est le plus important orchestre symphonique de Slovaquie.

## Histoire
Fondé en 1949 sous l'égide du chef d'orchestre Václav Talich, l'orchestre philharmonique slovaque est en résidence depuis 1950 au Reduta, bâtiment baroque situé dans la capitale du pays, Bratislava. En plus de sa saison de concerts annuelle, l'orchestre se produit lors de festivals ou de tournées européennes et plus lointaines (Turquie, Japon, Corée du Sud, États-Unis).
Dans les locaux de la Philharmonie se trouvent deux salles : la Grande Salle, d'une capacité de 700 places et dotée d'un nouvel orgue depuis 2012. Elle accueille les concerts de l'Orchestre philharmonique slovaque. Une autre, plus petite, accueille les concerts de musique de chambre, récitals et occasionnellement les concerts de l'Orchestre de chambre slovaque. Le bâtiment lui-même est originellement un grenier à grain construit en 1773 sur ordre de Marie-Thérèse d'Autriche. Entre 1913 et 1919, des travaux eurent lieu pour donner à la Reduta son aspect actuel, ajoutant des ornements de type rococo et Art nouveau.
Parmi les chefs invités par l'orchestre figurent Alexander Ali Rahbari, Claudio Abbado, Roberto Benzi, Serge Baudo, Sergiu Celibidache, Zdeněk Bílek entre autres.
Il a enregistré une quantité non négligeable de disques, pour les labels Naxos, Marco Polo, Sony Classical, JVC Victor et RCA notamment.

## Liste des chefs d'orchestre principaux successifs
- Václav Talich (1949-1952)
- Ľudovít Rajter (1949-1976, ainsi que directeur artistique jusqu'en 1961)
- Tibor Frešo (1952-1953)
- Ladislav Slovák (1961-1981)
- Libor Pešek (1981-1982)
- Vladimír Verbickij (1982-1984)
- Bytrík Režucha (1984-1989)
- Aldo Ceccato (1990-1991)
- Ondrej Lenárd (1991-2001), directeur musical à partir de 1995
- Jiří Bělohlávek (directeur artistique, 2003-2004),
- Vladimír Válek (2004–2007)
- Peter Feranec (2007–2009)
- Emmanuel Villaume (2009–2016)
- James Judd (2017[1]-2020[2])
- Daniel Raiskin (depuis 2020[2])

Chefs permanents invités :
- Leoš Svárovský (2007-2018)
- Rastislav Štúr et Petr Altrichter (depuis 2018)

## Sources
- (en) Cet article est partiellement ou en totalité issu de l’article de Wikipédia en anglais intitulé « Slovak Philharmonic Orchestra » (voir la liste des auteurs).

1. ↑  La Rédaction, « Le chef James Judd au Slovak Philharmonic orchestra », sur ResMusica, 16 octobre 2015
2. 1 2  La Rédaction, « Daniel Raiskin nommé à l’Orchestre Philharmonique slovaque », sur ResMusica, 18 novembre 2019